# Козерог-1
«Козеро́г-1» (англ. Capricorn One) — фантастико-приключенческий художественный фильм совместного производства Великобритании и США, поставленный в 1977 году режиссёром Питером Хайамсом. Сюжет фильма обыгрывает детали конспирологической теории, известной как «Лунный заговор», применительно к вымышленной экспедиции на Марс.

## Сюжет
В середине 1980-х годов в США реализуется космическая программа «Козерог» — пилотируемая экспедиция на Марс. Незадолго до запуска выясняется, что система жизнеобеспечения корабля имеет неисправимые дефекты; экипаж неминуемо погибнет, даже не добравшись до цели. Отложить полёт нельзя: Конгресс прекратит финансирование проекта, а его отмена станет ударом по имиджу президента. Принимается решение отправить корабль в автоматическом режиме, а аудио-, видео- и фотоматериалы экспедиции фальсифицировать. В заговоре участвует узкий круг высокопоставленных чиновников, в то время как большинство рядовых сотрудников НАСА в него не посвящены.
Астронавты — члены экипажа корабля — также до запуска ни о чём не подозревают. За пять минут до старта их скрытно выводят из корабля и вывозят на военную базу в пустыне, где оборудованы пункт связи, через который астронавты должны проводить сеансы «связи с Землёй», и декорации для съёмок поверхности Марса. Астронавты не желают участвовать в инсценировке, но их принуждают согласиться под угрозой убийства близких.
Ракета отправляется в полёт без экипажа. Полёт корабля к Марсу и подлог видеотрансляций и сеансов связи проходят успешно. Однако один из сотрудников Центра управления замечает аномалии в прохождении сигналов от корабля, которые свидетельствуют, что часть источников этих сигналов находится на Земле. Он неосторожно делится своими наблюдениями с начальником, после чего бесследно исчезает. Его друг, журналист Колфилд, которому он также рассказал о найденных несоответствиях, пытается найти пропавшего; он обнаруживает череду странных фактов и понимает, что кто-то пытается скрыть обстоятельства программы «Козерог». На Колфилда совершается покушение.
Тем временем инсценированный полёт подходит к концу. На последнем этапе астронавтов должны доставить к приводнившемуся в океане спускаемому аппарату, чтобы они могли предстать перед поисковиками в качестве «вернувшихся из космоса». Но происходит катастрофа: спускаемый аппарат сгорает в плотных слоях атмосферы. Скрыть это невозможно, выжить в такой ситуации — нереально, поэтому экипаж корабля объявляют погибшим. Астронавты понимают, что стали нежелательными свидетелями. Они бегут с базы, угнав самолёт. Их преследуют сотрудники спецслужб, имеющие приказ устранить экипаж. Двоих беглецов удаётся настичь, но командиру корабля Брубейкеру удаётся спастись при помощи Колфилда. Вдвоём они прибывают на панихиду по погибшему экипажу, где присутствуют президент и большое количество репортёров.

## В ролях
- Эллиотт Гулд — Роберт Колфилд, репортёр
- Джеймс Бролин — Чарльз Брубейкер, астронавт, полковник, командир экипажа
- Сэм Уотерстон — Петер Уиллис, астронавт, подполковник
- О. Джей Симпсон — Джон Уокер, астронавт
- Хэл Холбрук — Джеймс Кэловэй, руководитель полётов
- Бренда Ваккаро — Кей Брубейкер, жена командира
- Карен Блэк — Джуди Дринквотер, подруга репортёра
- Телли Савалас — Олбейн, пилот биплана
- Дэвид Хаддлстон — конгрессмен Холлис Пикер
- Нэнси Малоун — жена конгрессмена
- Дэвид Дойл — Уолтер Лафлин, редактор Колфилда
- Роберт Уолден — Эллиот Уиттер, сотрудник НАСА, заметивший проблему с сигналами
- Ли Брайант — Шэрон Уиллис, жена астронавта
- Джим Сиккинг — человек из комнаты контроля
- Алан Фадж — ответственный за связь с модулем
- Хэнк Стол — генерал Эндерс
- Норман Бартольд — президент США
- Джеймс Карен — вице-президент Прайс
- Вирджиния Кейзер — жена вице-президента
- Даррел Зверлинг — доктор Берген
- Милтон Селзер — доктор Баравз
- Лу Фризелл — Горас Грунинг
- Крис Хайамс — Чарльз Брубейкер младший, сын астронавта
- Сиэнна Марр — Сэнди Брубейкер, дочь астронавта
- Пол Пичерни — Джерри
- Барбара Боссон — Альва Ликок
- Пол Хани — Пол Каннингем
- Джон Цедар — сотрудник ФБР
- Стив Таннен — человек из ангара
- Трент Долан — человек из ангара
- Тод Хофман — провожающий из НАСА (в начале фильма)
- Марти Анка — бармен
- Кен Уайт — сотрудник из группы слежения
- Джон Хискок — репортёр
- Бриджет Бирн — репортёр
- Колин Дангард — репортёр
- Джеймс Бэкон — репортёр
- Сэнди Дэвидсон — репортёр НАСА
- Рон Камминс — сотрудник ФБР
- Дэннис О’Флаерти — сотрудник ФБР
- Зак Тейлор — сотрудник ФБР
- Френк Фармер — полицейский

## Особенности сюжета
Сюжет фильма повторяет одну из основных версий конспирологической теории о фальсификации американской лунной программы: сомнения руководства программы в успехе — отправка в полёт корабля без экипажа — съёмка фото- и видеоматериалов экспедиции на декорациях в павильоне — последующий глобальный подлог материалов. Однако авторы не ссылаются на лунную программу напрямую — в фильме космическая экспедиция стартует к Марсу, а её экипаж, в отличие от экипажей «Аполлонов», якобы гибнет при возвращении.
Кроме того, фильм содержит достаточно прозрачные аллюзии, также отсылающие к американской лунной программе:
- В фильме показаны реальные кадры старта и полёта лунной американской ракеты «Сатурн-5». В корабле, в который садятся астронавты в начале фильма, и в инсценировочных декорациях также нетрудно угадать лунный «Аполлон».
- При высадке астронавтов на поверхность съёмку замедлили, как будто бы астронавты спрыгивают при меньшей силе тяжести. Но авторы перестарались — замедление получилось слишком сильным, словно они не на Марсе, а как раз на Луне.
- В начале фильма вице-президент упоминает, что на программу «Козерог» потрачено 24 миллиарда долларов. Именно столько было в реальности потрачено на программу «Аполлон».
- При старте «Аполлона-11», так же как и в фильме, отсутствовал (президент Никсон), сославшись в последний момент на срочные государственные дела. В своё время это вызвало массу кривотолков.
- Система жизнеобеспечения «Козерога», по словам руководителя, проработала бы три недели. Система жизнеобеспечения реального «Аполлона» также рассчитана на три недели.